# 格林鎮區 (新澤西州)
格林鎮區（英語：Green Township）是位於美國新澤西州蘇塞克斯縣的一個鎮區。

## 地方資料
格林鎮區的面積為42.21平方千米，當中陸地面積為41.53平方千米，而水域面積為0.68平方千米。根據2020年美國人口普查的數據，當地共有人口3627人，而人口密度為每平方千米85.93人。